# الملعب الوطني (أفغانستان)
الملعب الوطني وتسمى رسمياً ملعب غازي (بالبشتو:غازی لوبغالی) (بالفارسية: ورزشگاه غازى) ، هي ملعب رياضي لكرة القدم والألعاب الجماعية في العاصمة الأفغانية كابل ، أفتتحت سنة 1923م وجددت بناء الملعب سنة 2011م وتتسع نحو 30 ألف متفرج، كانت الملعب تستخدم لأحكام الإعدام بحق الأشخاص أثناء فترة حكم طالبان في عقد 1990م وعامي 2000 و2001م.

## تاريخها
يعرف الملعب الرسمي الذي يخوض فيه منتخب أفغانستان مبارياته الدولية حالياً . تم افتتاح الملعب في عهد الملك أمان الله خان سنة 1923، والذي كان يعتبر بطلا (غازي) لكسبه حرب الاستقلال لوطنه ضد البريطانيين. كانت أول مباراة لكرة القدم تقام داخل ملعب غازي بين أفغانستان وإيران يوم 1 يناير 1941 وتعادل المتخبين سلبيا. خلال عقد 1990 كان يستخدم الملعب كمكان لعمليات الإعدام العلنية من قبل حكومة طالبان. ويستخدم حاليا الملعب غالبا لمباريات كرة القدم بين فرق من محافظات مختلفة في البلاد، فضلا عن البلدان المجاورة.